# Hyloscirtus palmeri
Hyloscirtus palmeri är en groddjursart som först beskrevs av George Albert Boulenger 1908.  Hyloscirtus palmeri ingår i släktet Hyloscirtus och familjen lövgrodor. IUCN kategoriserar arten globalt som livskraftig. Inga underarter finns listade i Catalogue of Life.